# Meisje (film)
Meisje is een Belgische film uit 2002. Meisje was de eerste langspeelfilm van Dorothée Van Den Berghe als regisseur. Meisje bood ook de eerste belangrijke filmrollen in langspeelfilms voor Matthias Schoenaerts en Nico Sturm. De hoofdrolspelers in deze film zijn Els Dottermans, Matthias Schoenaerts, Arthur Semay, Viviane De Muynck, Wim Opbrouck, Frieda Pittoors, Ina Geerts, Valentijn Dhaenens, Jos Verbist en Alice Toen.
Charlotte Vanden Eynde en Els Dottermans waren genomineerd als beste actrice voor de Plateauprijs 2002. Het was Els Dottermans die de prijs ook in ontvangst mocht nemen begin 2003. Daan Stuyven kreeg een Plateauprijs voor de beste muziek. De film, de regisseur en Charlotte Vanden Eynde vielen in de prijzen op de internationale filmfestivals van Amiens en Locarno.
De film werd uiteindelijk geselecteerd voor meer dan 50 filmfestivals, waaronder naast de hierboven vermelde ook die van Montreal, Valladolid, Rotterdam, Götenborg, Buenos Aires, Hong Kong, Taormina, Rabat, Karlovy Vary en Vancouver.

## Verhaal
Muriel verhuist van het platteland naar Brussel, waar ze een baan vindt als museumgids en een woning vindt bij Laura.

## Rolverdeling
| Acteur                 | Personage |
| ---------------------- | --------- |
| Charlotte Vanden Eynde | Muriel    |
| Els Dottermans         | Laura     |
| Frieda Pittoors        | Martha    |
| Matthias Schoenaerts   | Oscar     |
| Wim Opbrouck           | Alain     |
| Nico Sturm             | Luc       |